# Ted Fujita
Tetsuya Theodore „Ted” Fujita (jap. 藤田哲也 Fujita Tetsuya; ur. 23 października 1920 w Kitakyūshū, zm. 19 listopada 1998 w Chicago) – amerykański meteorolog japońskiego pochodzenia zajmujący się dynamiką sztormów, tornad, i huraganów. Był nazywany Mr. Tornado (Pan Tornado).
Z jego nazwiskiem związana jest skala intensywności tornad Fujity. Odkrył zjawisko prądów spadających (ang. downburst) związanych z intruzją (wdarciem się) suchego powietrza i odróżnił je od procesów związanych z tornadami. Opracował techniki fotometrycznej oceny skutków zniszczeń wywołanych przez tornada i opracował techniki (m.in. radarowe) pozwalające zrozumieć dynamiczną strukturę wiatru wokół tornad. Był pionierem działu meteorologii intensywnych zjawisk w małych skalach (mezometeorologia). Opracował koncept wielu wirów obracających się wokół chmury macierzystej i sposobu ich intensyfikacji.